# 贝加德维利亚洛沃斯
贝加德维利亚洛沃斯，是西班牙卡斯蒂利亚-莱昂萨莫拉省的一个市镇。 总面积10平方公里，总人口148人（2001年），人口密度15人/平方公里。